# Īrakleio (Attica)
Īrakleio (in greco Ηράκλειο?), o Iraklio, è un comune della Grecia situato nella periferia dell'Attica (unità periferica di Atene Settentrionale) con 48 132 abitanti secondo i dati del censimento 2001.
Il treno ISAP  che congiunge Kifissia col Pireo ferma anche alla stazione di Īrakleio; la stazione è ben attrezzata e il centro di Īrakleio si sviluppa intorno alla fermata dell'ISAP.